# Couterne
Couterne ist eine Ortschaft und eine Commune déléguée in der französischen Gemeinde Rives d’Andaine mit 2.385 Einwohnern (Stand: 1. Januar 2022) im Département Orne in der Region Normandie. Die Einwohner werden Couternois genannt.
Mit Wirkung vom 1. Januar 2016 wurden die bisherigen Gemeinden La Chapelle-d’Andaine, Couterne, Geneslay und Haleine zu einer Commune nouvelle mit dem Namen Rives d’Andaine zusammengeschlossen und haben in der neuen Gemeinde den Status einer Commune déléguée. Der Verwaltungssitz befindet sich im Ort La Chapelle-d’Andaine. Die Gemeinde Couterne gehörte zum Arrondissement Alençon und zum Kanton Bagnoles-de-l’Orne.

## Geografie
Couterne liegt etwa 50 Kilometer westnordwestlich von Alençon am Fluss Mayenne, der die Gemeinde im Süden begrenzt.

## Bevölkerungsentwicklung
| Jahr                       | 1962 | 1968 | 1975 | 1982 | 1990 | 1999 | 2006 | 2013 |
| Einwohner                  | 1050 | 1049 | 1047 | 1027 | 1038 | 1011 | 1039 | 1052 |
| Quellen: Cassini und INSEE |      |      |      |      |      |      |      |      |

## Sehenswürdigkeiten
- Kirche Saint-Pierre-et-Saint-Paul aus dem 19. Jahrhundert
- Kapelle Notre-Dame de Lignou
- Schloss Couterne aus dem 16. Jahrhundert, Monument historique

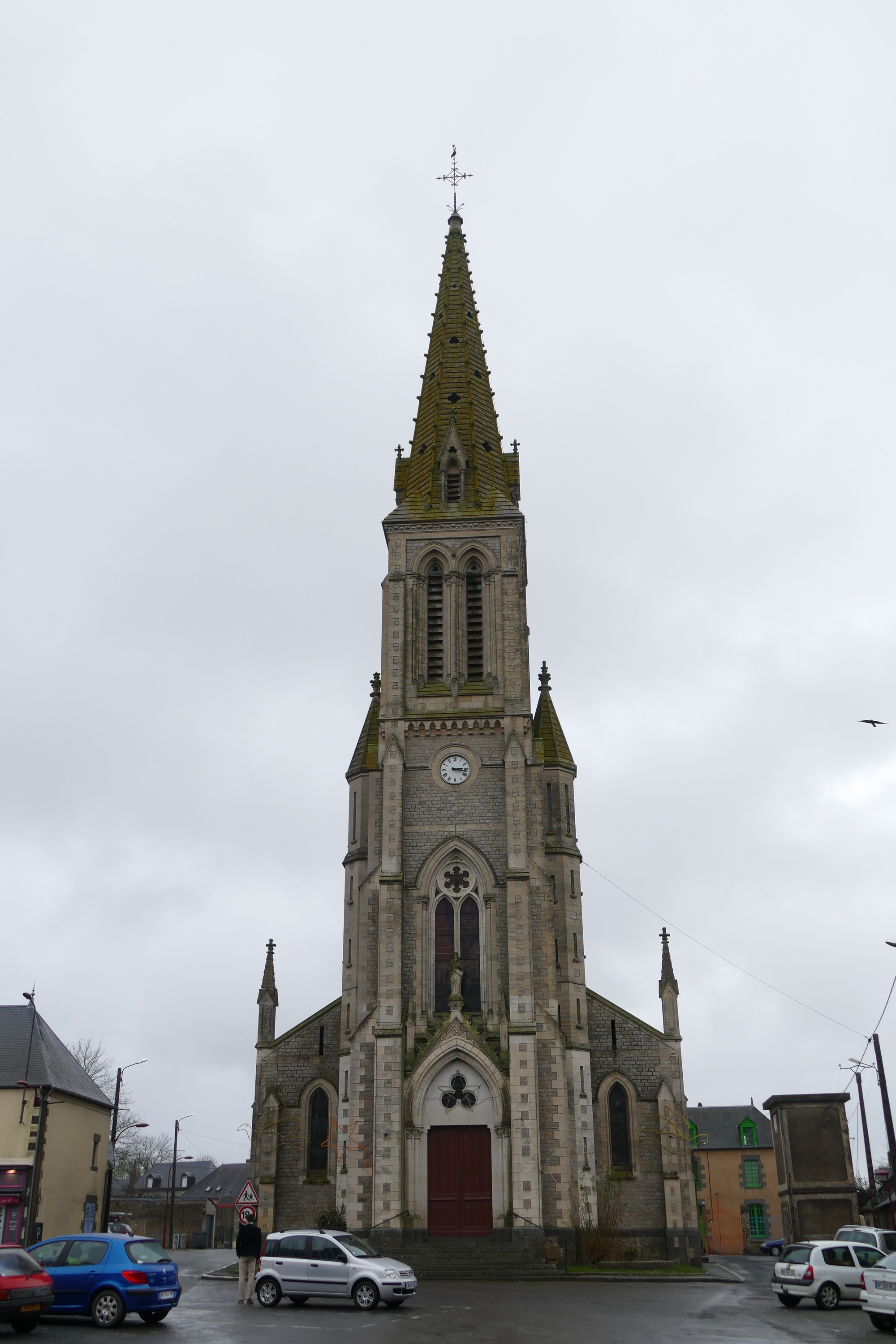
Kirche Saint-Pierre-et-Saint-Paul
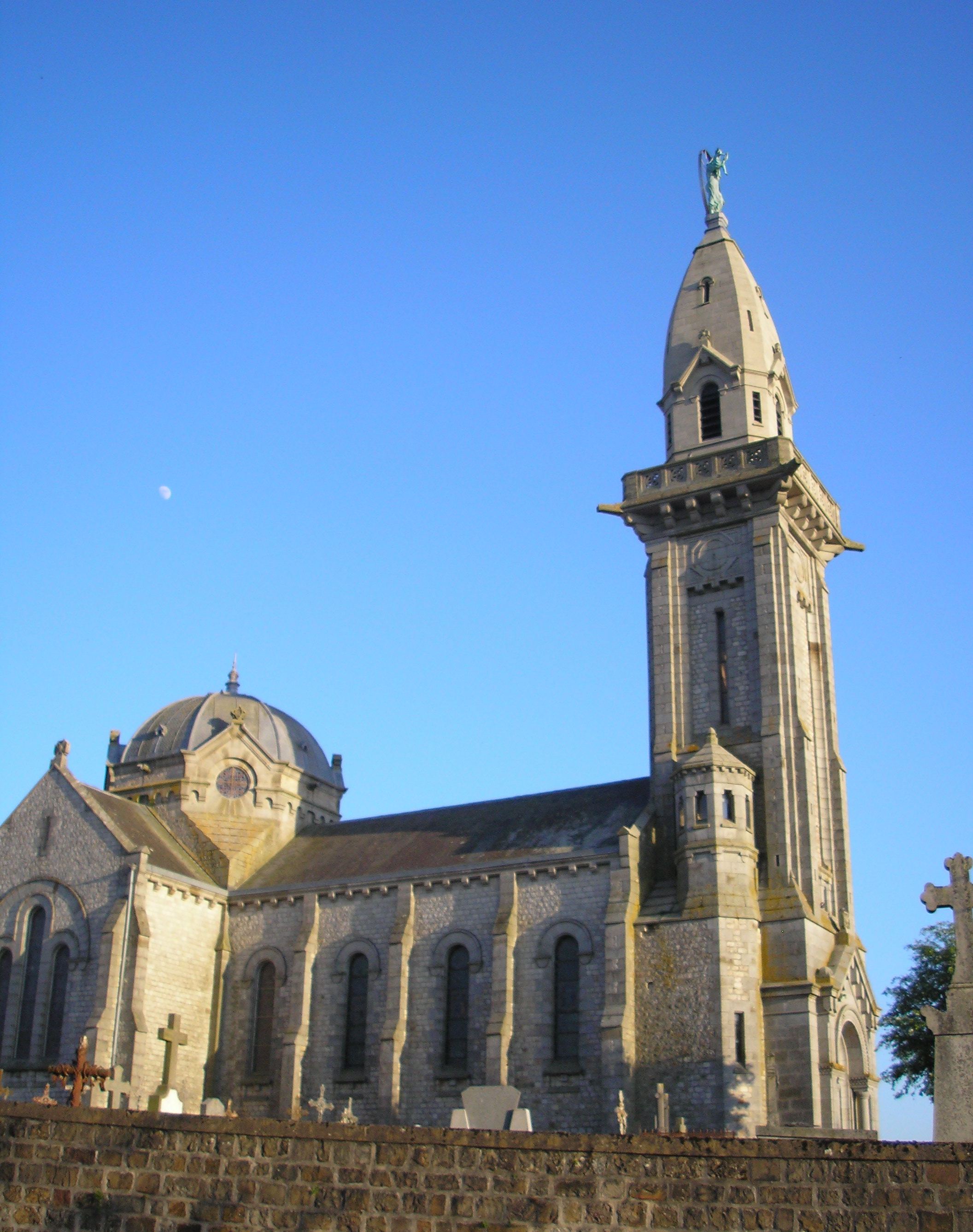
Kapelle Notre-Dame de Lignou
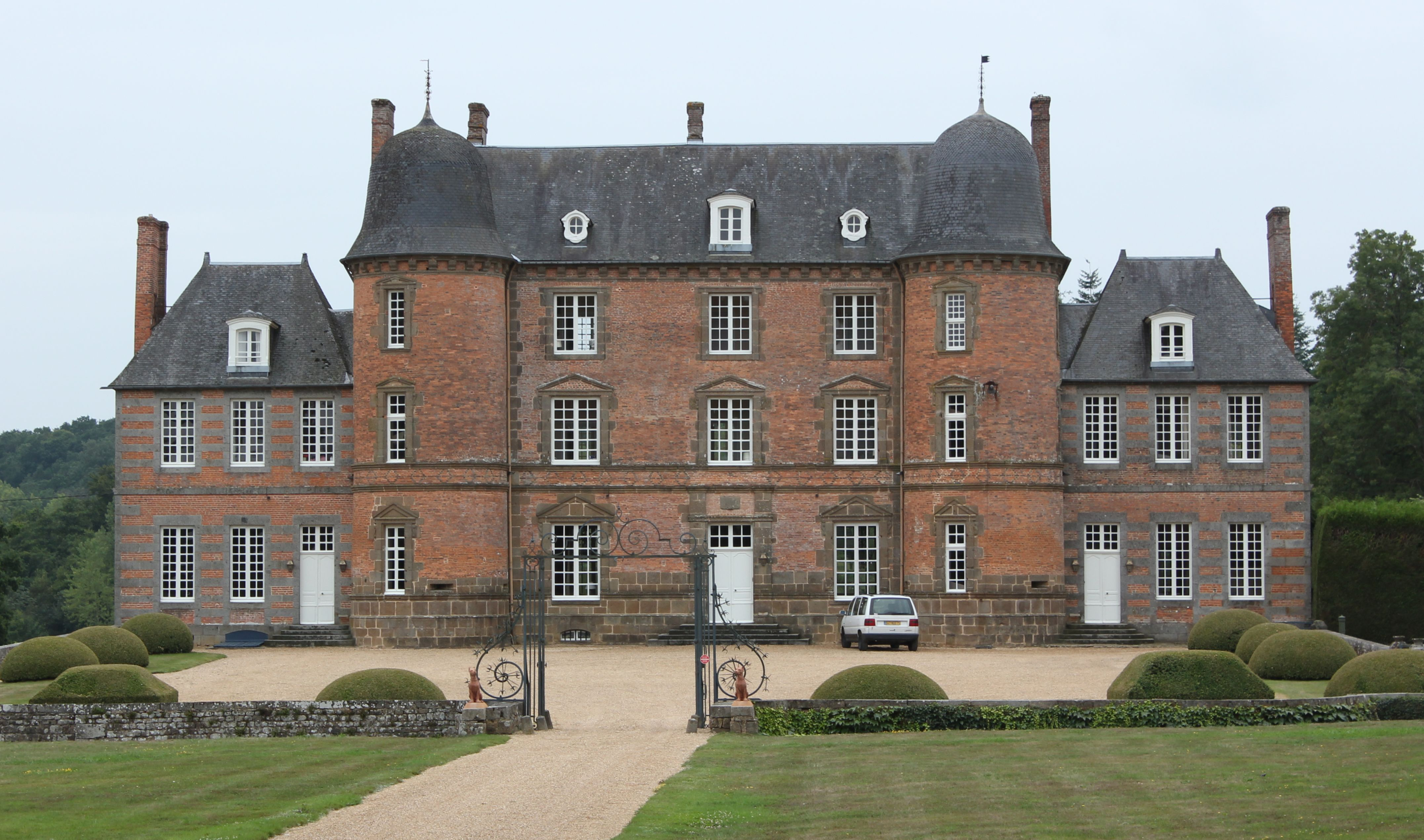
Schloss

## Persönlichkeiten
- Jean Hélion (1904–1987), Maler